# Libenice
Libenice är en ort i Tjeckien.   Den ligger i regionen Mellersta Böhmen, i den centrala delen av landet, 60 km öster om huvudstaden Prag. Libenice ligger 222 meter över havet och antalet invånare är 257.
Terrängen runt Libenice är lite kuperad.Runt Libenice är det ganska tätbefolkat, med 134 invånare per kvadratkilometer. Närmaste större samhälle är Kolín, 6,3 km nordväst om Libenice. Trakten runt Libenice består till största delen av jordbruksmark.